# Carl Waldenström
Carl Anton Hans Fredrik Dittlef Waldenström, född 23 juni 1920 i Köpenhamn, död 19 oktober 1978 i Säffle, var en svensk arkitekt.
Waldenström, som var son till bankdirektör Erik Waldenström och Mette Skow-Pedersen, avlade studentexamen i Stockholm 1939 och utexaminerades från Kungliga Tekniska högskolan 1947. Han var anställd hos Byggnadsstyrelsen 1947–1949, blev tillförordnad stadsarkitekt i dåvarande Säffle köping 1949 och ordinarie stadsarkitekt i Säffle stad 1951. Han bedrev även egen arkitektverksamhet i Säffle från 1950. Han har satt sin prägel på staden genom den stadsomvandling som inleddes på 1950-talet, och står förutom ett flertal bostads- och butikshus även bakom Medborgarhuset.
Carl Waldenström gifte sig 1944 med Märta Wiklund (född 1924) och tillsammans fick de barnen Eva (1945), Hans (1947) och Lars (1951). Han är gravsatt på By kyrkogård, Säffle.